# Greatest Hits (Bruce Springsteen)
| Recensione        | Giudizio   |
| ----------------- | ---------- |
| All Music         |            |
| The Baltimore Sun | (negativo) |

Greatest Hits è la prima compilation di Bruce Springsteen pubblicata nel 1995. Raggiunse il primo posto nella Billboard 200, vendendo circa 250 000 copie nella prima settimana. L'album ha venduto in Italia oltre 350 000 copie.

## Descrizione
L'album raccoglie tredici brani tratti dai dischi di Springsteen da Born to Run fino a Lucky Town. Tra le tracce non figura quindi alcuna canzone tratta dai primi due lavori discografici del cantante. A queste tredici tracce si aggiungono la canzone Streets of Philadelphia, tratta dalla colonna sonora del film Philadelphia di Jonathan Demme, e quattro pezzi inediti, realizzati con la E Street Band: Secret Garden, Murder Incorporated, Blood Brothers e This Hard Land. In particolare, il brano Murder Incorporated era stato registrato nel 1982 per l'album Born in the U.S.A., ma fu poi escluso dalla versione finale del disco. Il brano è stato inserito nella raccolta dopo essere stato remixato da Bobby C.

## Tracce
Testi e musiche di Bruce Springsteen.
1. Born to Run – 4:30
2. Thunder Road – 4:48
3. Badlands – 4:02
4. The River – 5:00
5. Hungry Heart – 3:20
6. Atlantic City – 3:57
7. Dancing in the Dark – 4:03
8. Born in the U.S.A. – 4:41
9. My Hometown – 4:12
10. Glory Days – 3:49
11. Brilliant Disguise – 4:15
12. Human Touch – 5:10
13. Better Days – 3:44
14. Streets of Philadelphia – 3:16
15. Secret Garden – 4:27
16. Murder Incorporated (inedito) – 3:57
17. Blood Brothers – 4:34
18. This Hard Land – 4:51

## Classifiche
| Classifica (1995-2011) | Posizione massima |
| ---------------------- | ----------------- |
| Australia              | 1                 |
| Austria                | 1                 |
| Belgio (Fiandre)       | 1                 |
| Belgio (Vallonia)      | 2                 |
| Canada                 | 1                 |
| Danimarca              | 2                 |
| Europa                 | 1                 |
| Finlandia              | 1                 |
| Germania               | 1                 |
| Irlanda                | 1                 |
| Italia                 | 1                 |
| Norvegia               | 1                 |
| Nuova Zelanda          | 1                 |
| Paesi Bassi            | 2                 |
| Regno Unito            | 1                 |
| Spagna                 | 1                 |
| Stati Uniti            | 1                 |
| Svezia                 | 1                 |
| Svizzera               | 1                 |

## Musicisti e staff tecnico
Di seguito sono elencati i musicisti che hanno collaborato alla realizzazione del disco, oltre alle persone che si sono occupate della sua produzione, degli aspetti tecnici ad essa legati e alla realizzazione del relativo artwork.

### Musicisti
Artisti principali
- Bruce Springsteen - basso, chitarra, chitarra elettrica, armonica a bocca, tastiere, percussioni, voce, voce secondaria
- The E Street Band:
  - Clarence Clemons - percussioni, sassofono, voce secondaria
  - Danny Federici - glockenspiel, tastiere, organo, pianoforte
  - Garry Tallent - basso, voce secondaria
  - David Sancious - tastiere
  - Ernest Carter - batteria
  - Roy Bittan - Fender Rhodes, glockenspiel, tastiere, pianoforte, sintetizzatore, voce secondaria
  - Max Weinberg - batteria, percussioni, voce secondaria
  - Steven Van Zandt - chitarra, chitarra acustica, mandolino, voce secondaria
  - Nils Lofgren - chitarra
  - Patti Scialfa - voce secondaria
  - Soozie Tyrell - voce secondaria

Altri musicisti
- Mike Appel - cori
- Randy Jackson - basso
- Lisa Lowell - voce secondaria
- Gary Mallaber - batteria
- Frank Pagano - percussioni
- Jeff Porcaro - batteria, percussioni

### Produttori e staff tecnico
- Bruce Springsteen - produttore
- Roy Bittan - produttore
- Steven Van Zandt - produttore
- Mike Appel - produttore
- Greg Calbi - mastering
- Bob Clearmountain - missaggio
- Neil Dorfsman - ingegnere del suono
- Ryan Freeland - assistente ingegnere del suono, assistente al missaggio
- Carl Glanville - assistente ingegnere
- Bernie Grundman - mastering
- Jimmy Iovine 	- ingegnere del suono, missaggio
- Peter Keppler - assistente ingegnere del suono

- Dennis King - mastering
- Louis Lahav - ingegnere del suono
- Jon Landau - produttore
- Brian Lee - editing
- Bob Ludwig - mastering, consulente per il mastering, rimasterizzazione
- Stephen Marcussen - mastering, consulente per il mastering
- Jay Militscher - assistente ingegnere del suono, assistente al missaggio
- Ken Perry - masterizzazione
- Chuck Plotkin - missaggio, produttore
- Mike Reese - mastering
- Toby Scott - ingegnere del suono, missaggio

### Artwork e fotografie
- Sandra Choron - design
- David Gahr - fotografie
- Annie Leibovitz - fotografie
- Jim Marchese - fotografie

- Eric Meola - foto di copertina, fotografie
- David Rose - fotografie
- Pamela Springsteen - fotografie
- Frank Stefanko - fotografie